# Jan Wasilewski (1907–1973)
Jan Wasilewski (ur. 12 kwietnia 1907 w Moskwie, zm. 27 marca 1973) – polski działacz partyjny, prawnik, dyplomata, podsekretarz stanu w Ministerstwie Ziem Odzyskanych (1945–1947), poseł w Finlandii (1947–1949), zastępca Prokuratora Generalnego PRL (1957–1961), ambasador w Belgii (1961–1968), sędzia Sądu Najwyższego (1969–1973).

## Życiorys
Syn Ludwika. W 1928 ukończył szkołę średnią im. Juliusza Słowackiego w Wilnie. W 1930 zapisał się na Wydział Prawno-Ekonomiczny Uniwersytetu Wileńskiego. Ze względu na trudną sytuację materialną musiał w 1930 rozpoczął pracę jako praktykant w urzędach pocztowych w Wilnie. Do 1934 doszedł do stanowiska zastępcy kierownika poczty. W 1934 zdał egzamin urzędniczy i do 1939 pracował w Ministerstwie Poczt i Telegrafów jako referent do spraw uproszczenia manipulacji pocztowych. Jednocześnie pełnił funkcję sekretarza redakcji „Przeglądu Pocztowego”.
W latach 1939–1942 pracował dorywczo. Od 1942 do 1944 był kierownikiem handlowym w firmie K. Borkowski i Spółka. Od sierpnia 1944 do stycznia 1945 był oficerem w Zarządzie Polityczno-Wychowawczym 1 Armii Wojska Polskiego. Był dyrektorem Biura Prezydialnego Krajowej Rady Narodowej.
W styczniu 1945 wstąpił do Polskiej Partii Robotniczej, a w 1948 do Polskiej Zjednoczonej Partii Robotniczej. Uzyskał stopień doktora praw.
Od stycznia do grudnia 1945 był szefem Kancelarii Cywilnej Prezydenta RP. Od grudnia 1945 do stycznia 1947 pełnił funkcję podsekretarza stanu w Ministerstwie Ziem Odzyskanych. Od października 1946 odbywał praktykę w Ministerstwie Spraw Zagranicznych (MSZ), by w lutym objąć stanowisko posła RP w Finlandii, na którym pozostał do czerwca 1949. Po powrocie z Helsinek, od czerwca 1949 do lutego 1950 pracował w MSZ. Od lutego 1950 do listopada 1952 był radcą prawnym-adwokatem w BOR. Od listopada 1952 do listopada 1954 przebywał w areszcie na wniosek dyrektora Departamentu X Ministerstwa Bezpieczeństwa Publicznego. Następnie, od listopada 1954 do marca 1957 ponownie pracował jako radca prawny i adwokat w Radzie Adwokackiej. W marcu 1957 objął kierownictwo tzw. komisji Mazura-Wasilewskiego. Od lutego 1957 do czerwca 1961 pełnił funkcję zastępcy prokuratora generalnego PRL. W latach 1961–1968 był ambasadorem w Belgii. 15 stycznia 1969 został powołany na sędziego Sądu Najwyższego.
Pochowany na Cmentarzu Wojskowym na Powązkach.